# Mattias Salamnius
Mattias Salamnius, född omkring 1650, troligen i Österbotten, död 21 januari 1691 i Pargas, var en finländsk präst och skald.
Salamnius, död som obefordrad prästman, författade Ilolaulu Jesuksesta (Glädjesång om Jesus; tryckt 1690; 16 upplagor), en i sant folklig stil på runometer avfattad beskrivning av Jesu liv i 29 sånger. Det är tidevarvets bästa finländska skaldestycke och vann stor popularitet.

## Fotnoter
1. ↑  Michael S. Hart, Project Gutenberg, Project Gutenberg Literary Archive Foundation, Projekt Gutenberg författar-ID: 37980114, läst: 9 oktober 2017.[källa från Wikidata]